# Обстріли Берислава (вересень, 2024)
Ця стаття є частиною сторінки Обстріли Берислава (2024 рік) з 24 лютого 2022 року, яка є частиною Історії Берислава та Обстрілів Берислава.
Обстріли Берислава за вересень 2024 року — низка терористичних атак на місто Берислав та район військами РФ, що почалися під час російського вторгнення в Україну з 24 лютого 2022 року та тривають понині.
Берислав до вторгнення Росії в Україну був осередком освіти Херсонщини з двома коледжами.
Зараз місто зазнало значних руйнувань, заміновані околиці, відсутні комунальні послуги. Під час окупації в місті була гостра нестача продуктів та ліків. Після деокупації місто зазнало нових випробувань, зокрема, відсутності електроенергії та води. Зараз Берислав перебуває під постійними обстрілами, внаслідок яких багато будинків пошкоджено, є поранені та загиблі. Багато людей в місті відмовляються покидати свої домівки, незважаючи на обстріли.

## Хронологія

##### 1 вересня 2024 року
1 вересня 2024 року під російськими обстрілами та авіаударами опинилися Антонівка, Садове, Благовіщенське, Кізомис, Білозерка, Станіслав, Олександрівка, Приозерне, Миролюбівка, Новоберислав, Качкарівка, Гаврилівка та Херсон.
За даними начальника Херсонської обласної військової адміністрації Олександра Прокудіна, російські військові влучили в об'єкт критичної інфраструктури, освітні заклади, оздоровчий комплекс та банківську установу, а також у житлові квартали, зокрема 10 багатоповерхівок та 24 приватних будинки. Пошкоджено газогін та приватні автомобілі.
Внаслідок обстрілів дві людини дістали поранення. Під час нічної дронової атаки Сили протиповітряної оборони знищили один Shahed–131/136.

##### 3 вересня 2024 року
3 вересня 2024 року під російськими обстрілами та авіаударами опинилися Антонівка, Садове, Кізомис, Станіслав, Понятівка, Велетенське, Берислав, Вірівка, Тягинка, Бургунка, Саблуківка, Томарине, Новоберислав, Гаврилівка, Кар'єрне та Херсон. За даними начальника Херсонської обласної військової адміністрації Олександра Прокудіна, російські військові атакували заклади культури, вежі стільникового зв'язку, завод, житлові квартали, зокрема п'ять багатоповерхівок та 11 приватних будинків. Пошкоджено складські приміщення, гаражі та приватні автомобілі. Внаслідок обстрілів загинули три людини, ще п'ятеро отримали поранення.

###### 4 вересня 2024 року
4 вересня 2024 року російські війська обстріляли Антонівку, Берислав, Бургунку, Червоний Маяк, Гаврилівку, Токарівку, Томарине, Нововоронцовку, Комишани, Садове, Станіслав, Золоту Балку, Широку Балку, Осокорівку, Олександрівку, Одрадокам'янку, Придніпровське та Херсон. Про це повідомив начальник Херсонської обласної військової адміністрації Олександр Прокудін.
Російські військові влучили в об'єкти критичної інфраструктури, вежу стільникового зв'язку, адміністративну будівлю та офісне приміщення, а також у житлові квартали, зокрема шість приватних будинків. Було пошкоджено газопровід та приватні автомобілі. Внаслідок обстрілів три людини отримали поранення.

##### 5 вересня 2024 року
5 вересня 2024 року під російськими обстрілами та авіаударами опинилися Садове, Комишани, Придніпровське, Кізомис, Берислав, Нововоронцовка, Одрадокам'янка, Тягинка, Михайлівка, Золота Балка, Бургунка, Раківка та Херсон. Про це повідомив начальник Херсонської обласної військової адміністрації Олександр Прокудін.
Російські військові завдали ударів по освітніх та медичних закладах, адміністративній будівлі, торговельно–розважальному центру, житлових кварталах, зокрема двох багатоповерхівках та восьми приватних будинках. Також пошкоджено складське приміщення та приватні автомобілі. Внаслідок обстрілів поранено чотири людини.

##### 6 вересня 2024 року
6 вересня 2024 року під російськими обстрілами та авіаударами опинилися Токарівка, Садове, Комишани, Тягинка, Антонівка, Берислав, Козацьке, Білозерка, Кізомис, Микільське, Томина Балка, Гаврилівка, Олександрівка, Придніпровське, Раківка, Бургунка, Урожайне, Веселе та Херсон. Про це повідомив начальник Херсонської обласної військової адміністрації Олександр Прокудін.
Російські військові завдали ударів по об'єкту критичної інфраструктури, магазину, житлових кварталах, зокрема багатоповерхівці та 11 приватних будинках. Також пошкоджено гаражі, автобуси та приватні автомобілі. Внаслідок обстрілів поранено семеро людей. Під час нічної атаки Сили протиповітряної оборони знищили сім безпілотників Shahed–131/136.

###### 7 вересня 2024 року
7 вересня 2024 року під російськими обстрілами та авіаударами опинилися Антонівка, Садове, Комишани, Білозерка, Кізомис, Токарівка, Придніпровське, Широка Балка, Гончарне, Понятівка, Берислав, Урожайне, Тягинка, Гаврилівка, Зміївка, Одрадокам'янка, Осокорівка, Веселе та Херсон. Про це повідомив начальник Херсонської обласної військової адміністрації Олександр Прокудін.
Російські військові завдали ударів по об'єкту критичної інфраструктури, медичним установам, пункту незламності, житловим кварталам, зокрема трьом багатоповерхівкам та 19 приватним будинкам. Пошкоджено газопровід, господарчі споруди, складське приміщення та приватні автомобілі. Внаслідок обстрілів загинула одна людина, дев'ятеро поранено. Під час нічної атаки Сили протиповітряної оборони знищили три безпілотники Shahed–131/136.

##### 8 вересня 2024 року
8 вересня 2024 року під російськими обстрілами та авіаударами опинилися Антонівка, Берислав, Велетенське, Гаврилівка, Гончарне, Комишани, Микільське, Милове, Приозерне, Понятівка, Новокаїри, Новоберислав, Шевченківка, Качкарівка, Станіслав, Садове, Одрадокам'янка, Токарівка, Зміївка та Херсон. Про це повідомив начальник Херсонської обласної військової адміністрації Олександр Прокудін. Російські військові обстріляли житлові квартали, пошкодивши багатоповерхівку, дев'ять приватних будинків, магазин, газопровід та приватні автомобілі. Внаслідок обстрілів поранено 11 людей.

##### 9 вересня 2024 року
9 вересня 2024 року під російськими обстрілами та авіаударами опинилися Чорнобаївка, Антонівка, Придніпровське, Садове, Комишани, Велетенське, Кізомис, Станіслав, Берислав, Нововоронцовка, Червоний Маяк, Токарівка, Новодмитрівка, Гаврилівка, Хрещенівка, Новоберислав, Томарине, Новогреднєве та Херсон. Про це повідомив начальник Херсонської обласної військової адміністрації Олександр Прокудін. Російські військові обстріляли медичний заклад, дитячий садок, автомобільну стоянку, житлові квартали, багатоповерхівку та 24 приватні будинки. Пошкоджено обладнання зв'язку, газопроводи та приватні автомобілі. Внаслідок обстрілів поранено п'ятеро людей.

##### 10 вересня 2024 року
10 вересня 2024 року під російськими обстрілами та авіаударами опинилися Понятівка, Берислав, Михайлівка, Качкарівка, Олександрівка, Антонівка, Берегове, Білозерка, Дніпровське, Велетенське, Станіслав, Козацьке, Микільське, Тягинка, Садове, Нововоронцовка, Одрадокам'янка та Херсон. Про це повідомив начальник Херсонської обласної військової адміністрації Олександр Прокудін. Російські військові обстріляли освітній заклад, житлові квартали, 11 приватних будинків, газопровід, автобус та приватні автомобілі. Внаслідок обстрілів поранено 13 людей. Під час нічної дронової атаки сили ППО знищили п'ять «Shahed–131/136».

##### 11 вересня 2024 року
11 вересня 2024 року під російськими обстрілами та авіаударами опинилися Антонівка, Придніпровське, Кізомис, Садове, Велетенське, Білозерка, Токарівка, Михайлівка, Ольгівка, Нововоронцовка, Львове, Одрадокам'янка, Миколаївка, Бургунка, Трудолюбівка, Довгове, Нова Кубань, Зарічне, Осокорівка, Червоний Маяк, Ольгине, Козацьке та Херсон. Про це повідомив начальник Херсонської обласної військової адміністрації Олександр Прокудін. Російські військові обстріляли пункт незламності, житлові квартали, 11 приватних будинків та пошкодили приватні автомобілі. Внаслідок обстрілів поранено 11 людей, з них одна дитина. Під час нічної дронової атаки сили ППО знищили чотири «Shahed–131/136».

##### 12 вересня 2024 року
12 вересня 2024 року під російськими обстрілами та авіаударами опинилися Антонівка, Архангельське, Берислав, Веселе, Новодмитрівка, Монастирське, Томина Балка, Кізомис, Комишани, Станіслав, Садове, Степове, Одрадокам'янка, Золота Балка, Червоний Маяк, Придніпровське, Трудолюбівка та Херсон. Про це повідомив начальник Херсонської обласної військової адміністрації Олександр Прокудін. Російські військові обстріляли територію агропідприємства, житлові квартали, 16 приватних будинків, господарчу споруду та приватні автомобілі. Внаслідок обстрілів одна людина загинула, ще 10 дістали поранення.

##### 13 вересня 2024 року
13 вересня 2024 року під російськими обстрілами та авіаударами опинилися Антонівка, Садове, Білозерка, Велетенське, Берислав, Одрадокам'янка, Миколаївка, Костирка, Козацьке та Херсон. Про це повідомив начальник Херсонської обласної військової адміністрації Олександр Прокудін.
Російські військові влучили в навчальний заклад, харчоблок медичної установи, житлові квартали, зокрема дві багатоповерхівки та шість приватних будинків. Також пошкоджено автобус та приватні автомобілі. Внаслідок обстрілів одна людина загинула, семеро отримали поранення.

##### 14 вересня 2024 року
14 вересня 2024 року під російськими обстрілами та авіаударами опинилися Томина Балка, Тягинка, Антонівка, Берислав, Станіслав, Велетенське, Кізомис, Понятівка, Новорайськ, Урожайне, Новоберислав, Степне, Садове, Придніпровське, Зміївка, Дудчани, Архангельське, Любимівка та Херсон. Про це повідомив начальник Херсонської обласної військової адміністрації Олександр Прокудін.
Російські військові влучили в об'єкт критичної інфраструктури, освітні та медичний заклади, територію заводу, житлові квартали, зокрема дві багатоповерхівки та 22 приватні будинки. Також пошкоджено газопровід, господарську споруду, складське приміщення та приватний автомобіль.

##### 15 вересня 2024 року
15 вересня 2024 року російські війська здійснили обстріли та авіаудари по населених пунктах Садове, Зеленівка, Комишани, Кізомис, Берислав, Новоолександрівка, Михайлівка, Українка, Дудчани та Херсон. За інформацією начальника Херсонської обласної військової адміністрації Олександра Прокудіна, було уражено об'єкт критичної інфраструктури, житлові квартали, зокрема дві багатоповерхівки та шість приватних будинків. Також пошкоджено господарчу споруду, сільськогосподарську техніку та приватні автомобілі. Внаслідок обстрілів шестеро людей отримали поранення.
16 вересня 2024 року
16 вересня 2024 року російські війська здійснили обстріли та авіаудари по Антонівці, Бериславу, Зміївці, Олександрівці, Новоолександрівці, Українці, Шевченківці, Садовому, Придніпровському та Херсону. За даними начальника Херсонської обласної військової адміністрації Олександра Прокудіна, були уражені заклад культури, житлові квартали, шість приватних будинків, складське приміщення та приватні автомобілі. Внаслідок обстрілів загинули дві людини, зокрема одна дитина, ще три отримали поранення. Сили протиповітряної оборони знищили чотири дрони «Shahed–131/136» під час нічної атаки.

###### 17 вересня 2024 року
17 вересня 2024 року російські війська обстріляли Придніпровське, Антонівку, Зеленівку, Інженерне, Садове, Кізомис, Комишани, Дніпровське, Білозерку, Гончарне, Берислав, Михайлівку, Таврійське, Золоту Балку, Гаврилівку та Херсон. За даними начальника Херсонської обласної військової адміністрації Олександра Прокудіна, були уражені соціально–медична установа, магазин, житлові квартали, багатоповерхівка та 22 приватні будинки. Також пошкоджено газопровід, господарчі споруди, гаражні кооперативи та приватні автомобілі. Внаслідок обстрілів загинула одна людина, ще четверо отримали поранення.

###### 18 вересня 2024 року
Протягом доби 18 вересня 2024 року під інтенсивними обстрілами з боку російської армії опинилися населені пункти Бериславської та Тягинської територіальних громад.
Про це повідомив начальник Бериславської районної військової адміністрації Володимир Літвінов. Зокрема, окупанти обстріляли села Зміївка та Тягинка. Артилерійські атаки завдали значної шкоди інфраструктурі — пошкоджено кілька житлових будинків та господарські приміщення місцевих мешканців. Крім того, ворог застосував безпілотники для атак по цих селах, що спричинило пожежі, особливо у селі Зміївка, де вогонь повністю знищив господарські споруди. Серед місцевого населення жертв та постраждалих немає.

###### 19 вересня 2024 року
19 вересня 2024 року російські війська обстріляли та здійснили авіаудари по населених пунктах Антонівка, Садове, Інженерне, Комишани, Придніпровське, Дніпровське, Велетенське, Приозерне, Микільське, Дар'ївка, Нововоронцовка, Новоберислав, Зміївка та Херсон. За повідомленням начальника Херсонської обласної військової адміністрації Олександра Прокудіна, обстріли пошкодили об'єкт критичної інфраструктури, житлові квартали, зокрема п'ять багатоповерхівок та 14 приватних будинків, а також приватні автомобілі. Внаслідок агресії п'ятеро людей отримали поранення.

###### 20 вересня 2024 року
20 вересня 2024 року під російськими обстрілами та авіаударами опинилися Антонівка, Дудчани, Олександрівка, Садове, Станіслав, Микільське, Новокаїри, Дніпровське, Розлив, Одрадокам'янка, Томина Балка, Новоберислав, Нововоронцовка, Козацьке, Кізомис, Дар'ївка, Іванівка, Інженерне, Приозерне, Понятівка, Токарівка, Львове, Томарине та Херсон. Начальник Херсонської обласної військової адміністрації Олександр Прокудін повідомив, що росіяни обстріляли житлові квартали, пошкодивши багатоповерхівку, 23 приватних будинки, автобус, сільгосптехніку та приватні автомобілі. Внаслідок обстрілів загинули двоє людей, ще семеро отримали поранення.

###### 21 вересня 2024 року
21 вересня 2024 року під російськими обстрілами та авіаударами опинилися Придніпровське, Антонівка, Садове, Інгулець, Комишани, Білозерка, Томина Балка, Кізомис, Велетенське, Станіслав, Берислав, Новокаїри, Дудчани, Качкарівка, Зміївка, Веселе та Херсон. Начальник Херсонської обласної військової адміністрації Олександр Прокудін повідомив, що російські військові обстріляли навчальні заклади, соціальну пральню, магазин, житлові квартали, зокрема п'ять багатоповерхівок та 13 приватних будинків. Також пошкоджено газогін, складські приміщення та приватні автомобілі. Внаслідок обстрілів п'ятеро людей отримали поранення.

###### 22 вересня 2024 року
Протягом останньої доби російські війська обстріляли Бериславську, Нововоронцовську, Новоолександрівську та Тягинську громади. Про це повідомив начальник Бериславської районної військової адміністрації Володимир Літвінов. Під обстріл потрапили Берислав, Новоберислав, Зміївка, Нововоронцовка, Михайлівка, Одрадокам'янка та Тягинка. Артилерійські й мінометні удари завдано по Новобериславу, Зміївці, Нововоронцовці, Одрадокам'янці та Тягинці. Пошкоджено адміністративні будівлі, житлові будинки, господарські споруди та приватний транспорт у Нововоронцовці, а також житлові будинки в Михайлівці. Безпілотники атакували Берислав і Тягинку, пошкодивши житлову й господарську інфраструктуру. Унаслідок атаки дрона в Бериславі поранено 49–річного чоловіка, його стан середньої тяжкості.

###### 23 вересня 2024 року
23 вересня 2024 року російські війська здійснили обстріли та авіаудари по населених пунктах Херсонської області, зокрема Антонівці, Садовому, Придніпровському, Понятівці, Наддніпрянському, Ромашковому, Велетенському, Білозерці, Кізомису, Станіславу, Гончарному, Томиній Балці, Новодмитрівці, Бериславу, Миловому, Нововоронцовці, Золотій Балці, Качкарівці, Новобериславу, Михайлівці, Заможному, Козацькому та Херсону.
За даними начальника Херсонської обласної військової адміністрації Олександра Прокудіна, обстріли вразили житлові квартали, пошкодивши три багатоповерхівки та 16 приватних будинків. Також були пошкоджені газогони, автомобіль швидкої допомоги та приватні автомобілі.
Внаслідок обстрілів постраждали 13 осіб.

###### 24 вересня 2024 року
24 вересня 2024 року російські війська здійснили обстріли та авіаудари по населених пунктах Херсонської області, включаючи Антонівку, Берислав, Білозерку, Бургунку, Велетенське, Станіслав, Садове, Понятівку, Томину Балку, Широку Балку, Золоту Балку, Зміївку, Одрадокам'янку, Новорайськ, Нову Кам'янку, Суханове, Хрещенівку, Михайлівку, Монастирське та Херсон.
За даними начальника Херсонської обласної військової адміністрації Олександра Прокудіна, обстріли вразили об'єкти критичної інфраструктури, освітні та медичні заклади, банківську установу, офісне приміщення, житлові квартали, багатоповерхівку та 16 приватних будинків. Пошкоджено газогін, гараж, сільгосптехніку та приватні автомобілі.
Внаслідок обстрілів загинула одна людина, ще 18 отримали поранення. Під час нічної дронової атаки Сили протиповітряної оборони знищили «Shahed–131/136».

###### 25 вересня 2024 року
Начальник Херсонської обласної військової адміністрації Олександр Прокудін повідомив, що російські військові обстріляли об'єкти критичної інфраструктури, адміністративну будівлю, заклад культури, медичні установи, сільськогосподарські підприємства та магазини в населених пунктах Придніпровське, Білозерка, Комишани, Станіслав, Садове, Музиківка, Наддніпрянське, Зимівник, Томина Балка, Широка Балка, Інженерне, Токарівка, Новодмитрівка, Берислав, Монастирське, Шляхове, Михайлівка, Золота Балка, Велика Олександрівка, Гавриілвка, Томарине, Одрадокам'янка та Херсон. Постраждали житлові квартали, зокрема дев'ять багатоповерхівок та 20 приватних будинків. Пошкоджено стільникову вежу, газогін, складське приміщення, гаражі, сільськогосподарську техніку, службові та приватні автомобілі. Внаслідок обстрілів загинули дві людини, ще 14 отримали поранення. Під час нічної атаки Сили протиповітряної оборони знищили два безпілотники типу «Shahed–131/136».

###### 26 вересня 2024 року
26 вересня 2024 року під російськими обстрілами та авіаударами опинилися Станіслав, Одрадокам'янка, Тягинка, Веселе, Козацьке, Томина Балка, Костирка, Велетенське, Новодмитрівка, Новоолександрівка, Широка Балка, Софіївка, Зміївка, Новорайськ, Берислав, Антонівка, Нововоронцовка, Білозерка, Придніпровське, Садове, Новотягинка, Архангельське, Бургунка та Херсон.
Начальник Херсонської обласної військової адміністрації Олександр Прокудін повідомив, що російські обстріли пошкодили об'єкти критичної інфраструктури, освітній заклад, житлові квартали, три багатоповерхівки та 22 приватних будинки. Також були пошкоджені господарчі споруди, гараж, сільськогосподарська техніка, автомобіль швидкої допомоги та приватні автомобілі.
Внаслідок обстрілів загинула одна людина, ще 19 отримали поранення.

###### 27 вересня 2024 року
27 вересня 2024 року під російськими обстрілами та авіаударами опинилися Антонівка, Садове, Комишани, Кізомис, Станіслав, Велетенське, Інгулець, Федорівка, Ульянівка, Софіївка, Микільське, Ясна Поляна, Червоний Маяк, Монастирське, Зміївка, Томарине, Бургунка, Дудчани, Гаврилівка, Нова Кам'янка, Саблуківка та Херсон. Про це повідомив начальник Херсонської обласної військової адміністрації Олександр Прокудін.
Російські військові вразили об'єкти критичної інфраструктури, адміністративну будівлю, освітні заклади, магазин, житлові квартали, дві багатоповерхівки та 63 приватні будинки. Пошкоджено господарчі споруди, сільськогосподарську техніку та приватні автомобілі. Внаслідок обстрілів поранено 19 людей, з них двоє дітей.

###### 28 вересня 2024 року
28 вересня 2024 року під російськими обстрілами та авіаударами опинилися Антонівка, Берислав, Велетенське, Гаврилівка, Дудчани, Придніпровське, Широка Балка, Новодмитрівка, Станіслав, Ромашкове, Трифонівка, Кізомис, Ясна Поляна, Одрадокам'янка, Садове, Шляхове, Михайлівка, Нововоронцовка, Томарине, Нова Кам'янка, Саблуківка та Херсон. Про це повідомив начальник Херсонської обласної військової адміністрації Олександр Прокудін.
Російські військові вразили заклад культури, житлові квартали, багатоповерхівку та 30 приватних будинків. Пошкоджено господарчу споруду, автобус та приватні автомобілі. Внаслідок обстрілів загинули чотири людини, ще десять отримали поранення.

###### 29 вересня 2024 року
29 вересня 2024 року під російськими обстрілами та авіаударами опинилися Антонівка, Садове, Білозерка, Благовіщенське, Кізомис, Широка Балка, Станіслав, Токарівка, Інженерне, Микільське, Нововоронцовка, Михайлівка, Одрадокам'янка, Томарине, Зміївка, Веселе та Херсон. Про це повідомив начальник Херсонської обласної військової адміністрації Олександр Прокудін.
Російські військові влучили в об'єкт критичної інфраструктури, адміністративну будівлю та житлові квартали, пошкодивши 18 приватних будинків, газогін, господарчу споруду, гараж, автобуси та приватні автомобілі. Внаслідок обстрілів одна людина загинула, ще 12 отримали поранення.

###### 30 вересня 2024 року
30 вересня 2024 року під російськими обстрілами та авіаударами опинилися населені пункти Херсонської області: Бургунка, Велика Олександрівка, Широка Балка, Станіслав, Антонівка, Нововоронцовка, Незламне, Томина Балка, Шляхове, Микільське, Токарівка, Велетенське, Кізомис, Качкарівка, Білозерка, Милове, Дар'ївка, Придніпровське, Садове, Берислав, Старосілля, Золота Балка, Первомайське та Херсон.
Начальник Херсонської обласної військової адміністрації Олександр Прокудін повідомив, що російські війська завдали ударів по об'єктах критичної інфраструктури, освітніх закладах та житлових кварталах, пошкодивши 40 приватних будинків, господарчу споруду, вантажівку гуманітарної допомоги та приватні автомобілі. Внаслідок обстрілів 17 людей отримали поранення.